# Nikolaj Ivanovič Tarasov
Nikolaj Ivanovič Tarasov (in russo Николай Иванович Тарасов?; Mosca, 6 dicembre 1902 – Mosca, 8 febbraio 1975) è stato un ballerino russo.
Dopo aver ballato per quindici anni come solista nel Corpo di ballo del Bol'šoj, divenne direttore artistico e direttore generale della Scuola Coreografica di Mosca e successivamente del Dipartimento per Pedagoghi e Coreografi dell'Istituto Statale delle Arti Teatrali. Tarasov scrisse, nel 1971, il manuale Klassičeskij tanec. Škola mužskogo ispolnitel'stva (in russo Классический танец. Школа мужского исполнительства?, edito anche in inglese con il titolo Ballet Technique for the Male Dancer), grazie al quale ottenne il Premio di Stato dell'Unione delle Repubbliche Socialiste Sovietiche. Considerato come uno dei più importanti maestri, creò un nuovo metodo di danza classica maschile.

## Biografia
Nikolaj Ivanovič Tarasov nasce a Mosca il 6 dicembre 1902. Iniziati i suoi studi nella Scuola Coreografica di Mosca sotto la guida di N. G. Legat si diploma nel 1920 e nello stesso anno diventa ballerino solista del Corpo di ballo del Bol'šoj, ruolo che avrà per quindici anni, e insegnante di danza nella Classe de perfection al teatro Bol'šoj e nella Compagnia artistica di Mosca. Dal 1923 diventa maestro di danza della Scuola Coreografica di Mosca e dal 1933 direttore artistico del Technikum Lunačarskij. Nel 1937 aveva inoltre ricevuto il titolo di Artista Benemerito della RSFS Russa. Nel 1942 diventa direttore artistico e direttore generale del Corpo di ballo del Bol'šoj, ruolo che riveste fino al 1946, quando diventa insegnante e direttore artistico del Dipartimento per pedagoghi e insegnanti del GITIS (Istituto Statale delle Arti del Teatro). Nell'anno seguente collabora nella realizzazione del film: Методика классического танца. Dal 1953 al 1954 è di nuovo direttore del Corpo di ballo del Bol'šoj. Considerato come uno dei più importanti maestri di danza classica russi, è insegnante di molti ballerini e coreografi russi. Nel 1940 è coautore con A. I. Čekrygin e V. E. Moriс del libro Metodika klassičeskogo trenaža e nel 1971 scrive Klassičeskij tanec, uno dei più importanti libri di metodologia classica, se non l'unico per la danza maschile, per il quale ottiene nel 1975 il Premio di Stato dell'Unione Sovietica. Muore a Mosca l'8 febbraio 1975.

## Pubblicazioni
- Metodika klassičeskogo trenaža, 1940 (coautore)
- Klassičeskij tanec. Škola mužskogo ispolnitel'stva, 1971

## Film
- Metodika klassičeskogo tanca, 1947 (coautore)

## Onorificenze e premi
- Artista Benemerito della RSFS Russa (1937)
- Premio di Stato dell'URSS (1975) (assegnato postumo)